# Linea spezzata

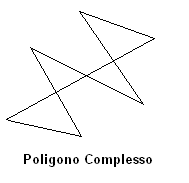
Una linea spezzata chiusa.

In geometria, una linea spezzata o polilinea è un insieme finito e totalmente ordinato di segmenti orientati ordinatamente consecutivi (cioè tali che il secondo estremo di un segmento coincide con il primo estremo del segmento successivo ed esso è l'unico punto in comune fra i due segmenti) e ordinatamente non adiacenti (cioè tali che non appartengono alla stessa retta un segmento e il suo successivo e non appartengono alla stessa retta nemmeno il primo e l'ultimo segmento nel caso in cui essi abbiano almeno un punto in comune). I segmenti della polilinea sono detti lati della polilinea e gli estremi dei segmenti sono detti vertici della polilinea. 

## Descrizione
Per semplificare (a spese della precisione): una linea spezzata, o polilinea, è l'unione di due o più segmenti consecutivi non adiacenti. La semplificazione consiste nel non considerare l'ordinamento che, però, assieme ad altri dettagli serve per evitare che ricadano nella definizione di linea spezzata degli insiemi di segmenti che il senso comune non considera tali o per i quali non valgono i consueti teoremi sui poligoni e serve anche per poter dare la definizione di polilinea intrecciata / semplice.
Evidenziamo fin da subito la differenza fra l'aggettivo "consecutivo" e quello "successivo":
1. un segmento y si dice consecutivo di un segmento x se i due segmenti hanno un solo punto in comune che risulta estremo di entrambi; questa relazione tra segmenti prescinde dall'esistenza di un ordinamento tra segmenti ed è simmetrica;
2. un segmento y si dice successivo del segmento x se entrambi i segmenti sono elementi di un insieme totalmente ordinato e se, rispetto a tale ordinamento, y ha numero d'ordine immediatamente seguente a quello di x (ad esempio, nel caso in cui x abbia numero d'ordine n, se y ha numero d'ordine n+1); questa relazione tra segmenti necessita di un ordinamento tra segmenti e non è simmetrica.

In una polilinea, per definizione, due lati successivi devono essere consecutivi ma due lati consecutivi non sono per forza uno successivo dell'altro (ad esempio, come vedremo fra poco, se una polilinea è chiusa il primo e l'ultimo lato sono consecutivi ma nessuno dei due è successivo dell'altro).
Una linea spezzata può essere aperta o chiusa e intrecciata o semplice: 
1. è aperta se non coincidono il primo e l'ultimo vertice cioè se il primo estremo del primo lato non è anche il secondo estremo dell'ultimo lato; in caso contrario (coincidenza di primo e ultimo vertice) la linea spezzata si dice chiusa (si sottolinea che, in questo caso, in base alla definizione il primo e l'ultimo lato non possono giacere sulla stessa retta);
2. è intrecciata se almeno due lati non successivi della linea hanno intersezione non vuota e se, nel caso in cui tali lati siano solo il primo e l'ultimo, l'intersezione non si riduce al primo e ultimo vertice (in altre parole: se almeno due lati non successivi della linea si intersecano e se, nel caso in cui gli unici due lati non successivi ad intersecarsi siano il primo e l'ultimo, la polilinea non è chiusa); in caso contrario, cioè quando ogni coppia di segmenti non successivi ha intersezione vuota, escludendo il caso dell'eventuale coincidenza del primo e ultimo vertice, la polilinea si dice non intrecciata oppure semplice.

I due attributi (aperta e intrecciata) sono indipendenti tra loro così come le loro rispettive negazioni (chiusa e semplice): esistono polilinee "aperte intrecciate", "aperte semplici", "chiuse intrecciate" e "chiuse semplici". Si ribadisce che la chiusura di una linea spezzata non implica (né esclude) che essa sia intrecciata; affinché una polilinea sia intrecciata l'intersezione di due lati non successivi può anche essere un vertice di ambedue i lati (cioè due lati non successivi possono essere consecutivi) ma se i soli due lati non successivi ad avere un punto in comune sono il primo e l'ultimo allora il punto in comune non deve essere contemporaneamente primo e ultimo vertice della linea spezzata.
Secondo le definizioni date, una polilinea intrecciata può avere un lato parzialmente o interamente contenuto in un altro NON successivo ma, sempre in base alle definizioni date, questo non può accadere per il primo e l'ultimo lato. Si potrebbe modificare la definizione di linea spezzata per evitare che due lati qualunque (e non solo il primo e l'ultimo) abbiano più di un punto in comune; di solito non si opera questa restrizione perché per gli enti derivati dalla linea spezzata (ad es. poligonale e poligono) si fa uso solo del concetto di linea spezzata chiusa semplice il quale non prevede punti in comune fra due lati non successivi diversi dalla coppia primo lato - ultimo lato.
Nel piano, una linea spezzata chiusa semplice (cioè non aperta né intrecciata) si dice anche poligonale. 
La parte finita di piano delimitata da una poligonale si dice poligono. 

## Esempi ed usi
Un esempio nello spazio di linea spezzata chiusa non intrecciata (poligonale) è dato dal quadrilatero sghembo.
Le linee spezzate sono utilizzate nella rappresentazione dell'analisi iperdimensionale dei dati tramite l'impiego di coordinate parallele.